# Maria Hagen-Schwerin
Maria Hagen-Schwerin ps. „Alces” (ur. 1 marca 1859 w Krakowie, zm. 1918 tamże) – polska pisarka pozytywistyczna.

## Życiorys
Maria Hagen-Schwerin pochodziła z rodziny ziemiańskiej. Była córką Adama Juliana Łosia i Euzebii z domu Kirchmajer Ragen von Altenkirchen oraz siostrą pisarza Wincentego Łosia. W 1877 wyszła za mąż za barona Stanisława von Hagen-Schwerin. Od 1883 publikowała opowiadania i nowele w „Gazecie Lwowskiej” i innych lwowskich czasopismach. Zmarła w Krakowie latem 1918.
Twórczość:
- Expiation, wyd. 2, Paryż 1882
- Z życia. Nowele, Lwów 1886
- Nowele, Kraków 1887
- Pani Choryńska, nowele, Lwów 1895
- Szalone serca, powieść, Lwów 1895